# Bống bống bang bang
"Bống bống bang bang" là một bài hát nhạc trẻ Việt Nam do Only C và Nguyễn Phúc Thiện soạn nhạc, Lou Hoàng viết lời và biểu diễn bởi nhóm nhạc 365, trích từ album nhạc phim Tấm Cám: Chuyện chưa kể (2017). MV của ca khúc được phát hành trên YouTube vào ngày 27 tháng 6 năm 2016, đây cũng là MV cuối cùng của nhóm 365 trước khi giải thể. Hiện nay, video âm nhạc của ca khúc đã vượt mốc 500 triệu lượt xem, trở thành MV đầu tiên của Việt Nam đạt được con số kỉ lục này. Đây là video âm nhạc có nhiều lượt xem thứ 4 Việt Nam hiện tại, sau Cả nhà thương nhau, Một con vịt và A con cá sấu.
Nội dung nói về cuộc đời bất hạnh của cô Tấm trong phim Tấm Cám: Chuyện chưa kể.
Ca khúc này được sử dụng nhạc nền cho đội thập niên 2010 trong chương trình Ký ức vui vẻ từ mùa 3.

## Giải thưởng
- Năm 2017: Giải thưởng Âm nhạc Cống hiến "Video âm nhạc của năm"

## Ảnh hưởng trong nước
- 12/8/2016: được bé Bào Ngư ra MV cover lại
- 9/9/2017: ca sĩ Thu Thủy hóa thân thành thành viên Jun Phạm và bé Thiên Phúc hóa thân thành thành viên Isaac còn 2 thành viên còn lại là Will và S.T Sơn Thạch do hai vũ công (không hát) hóa thân trong tập 4 của chương trình Gương mặt thân quen Nhí (mùa 4)
- 3/4/2017: Hồ Văn Cường, Thiêng Ngân, Tuyết Nhung hát trong chương trình trung tâm băng nhạc Rạng Đông
- 6/12/2021: Trung Quang, Nam Cường, Henry Ngọc Thạch ở chung kết 3 của chương trình Chuông vàng vọng cổ truyền hình (mùa 15)
- 23/7/2023: tập 9 trong chặng Hà Nội của chương trình "Hành trình rực rỡ", đội của Trường Giang, Lê Dương Bảo Lâm, Đức Phúc, Negav đã nhảy trên nền nhạc bài hát này theo sự hướng dẫn của một vũ công trong vũ đoàn C.A.C để trình diễn đường phố nhưng vì Isaac là trưởng nhóm nhạc 365 nên cả đội của anh không được tham gia vào nhảy
- 14/3/2024: Đoạn đầu lời bài hát xuất hiện trong vòng 3 của chương trình "Ngôn ngữ diệu kỳ" tập 41 do thành viên S.T Sơn Thạch làm MC
- 12/10/2024: Đinh Tiến Đạt, Tiến Luật, Thanh Duy Idol, Quốc Thiên, Duy Khánh biểu diễn ở tập 14 của chương trình Anh trai vượt ngàn chông gai (mùa 1)
- 26/10/2024: Ngọc Thanh Tâm biểu diễn ở tập 1 của chương trình Chị đẹp đạp gió rẽ sóng (mùa 2)

## Quốc tế hoá
"Bống bống bang bang" được bộ đôi ca sĩ người Mã Lai gốc Hoa là Chung Thịnh Trung và Chung Hiểu Ngọc
hát lại bằng tiếng Trung phổ thông. Trong video clip phiên bản cover này, các ca sĩ và vũ công mặc áo dài truyền thống Việt Nam và lời nhạc của bản cover này nói về sự đoàn viên ngày Tết nguyên đán.

## Đội ngũ thực hiện
- 365daband – Hát chính
- Only C – Soạn nhạc, hòa âm, biên khúc, sản xuất nhạc
- Nguyễn Phúc Thiện – Soạn nhạc, hòa âm
- Lou Hoàng – Viết lời